# サミュエル・ハディダ
サミュエル・ハディダ（Samuel Hadida、1953年12月17日 - 2018年11月26日）は、フランスの映画プロデューサー。モロッコ、カサブランカ出身。

## 人物
主にアクション映画を多くプロデュースしている。日本のビデオゲームや漫画に早くから着目したプロデューサーとしても知られ『バイオハザードシリーズ』、『サイレントヒルシリーズ』などの映画化を実現させている。この他にも様々な作品の映画化権を獲得しており、生前に映画化を実現できなかったものには『吸血鬼ハンターD』、『ゴルゴ13』、『零』などがある。2015年の第68回カンヌ国際映画祭ジャパン・パビリオンではビジネスセミナー『VIDEO GAME & MANGA ADAPTATION SEMINAR:THE GLOBAL POTENTIAL OF JAPANESE POP STORYTELLING』のスピーカーを務めた。
2018年11月26日にカリフォルニア州サンタモニカにあるサンタモニカUCLAメディカルセンターにて死去。64歳没。

## 来歴
モロッコのカサブランカで生まれたサミュエルは、1978年、兄のビクターと共同でMetropolitan Filmexport社を設立した。同社はその後、フランス語圏での映画の独立配給会社として成功を収めた。現在、Metropolitan Filmexport社は、ライオンズゲート社の映画をフランスで配給し、以前はニュー・ライン・シネマ社の映画も配給してた（現在はワーナー・ブラザースがNew Line社の映画を配給している）。
1990年、サミュエルは新会社デイビス・フィルムズを設立した。1993年以降、同社は30本以上のハリウッド映画を製作しており、映画『トゥルー・ロマンス』はその最初の作品である。
サミュエルは何十年にもわたって映画業界に貢献してきたが、最もよく知られているのは、映画『バイオハザード』シリーズの指揮を執ったことである。サミュエルは、このプロジェクトの制作が難航していることを知ると、コンスタンティン・フィルムに連絡を取り、50/50の取り分での合同製作契約を申し出た。このプロジェクトは、『サイレントヒル』の映画化と同様に、ゲームの映画化において高く評価されている。
その後、サミュエルは短い闘病生活の後、UCLAサンタモニカ病院で生涯の幕を閉じた。

## 物議
2011年、Davis Films社は「ハウス・オブ・ナイト」シリーズの映画化契約を結んだが、サミュエルと彼の会社は映画の製作に着手せず、2020年まで権利を保持した。これはシリーズのファンを動揺させ、サミュエルとシリーズの著者であるP・C・キャストとクリスティン・キャストとの間に緊張関係をもたらす結果となった。

## 主な作品

### 製作
| 公開年 | 邦題 原題                                                        | 備考           |
| ------ | ---------------------------------------------------------------- | -------------- |
| 1993   | オンリー・ザ・ストロング Only The Strong                         |                |
| 1993   | トゥルー・ロマンス True Romance                                  |                |
| 1993   | キリング・ゾーイ Killing Zoe                                     |                |
| 1993   | ネクロノミカン Necronomicon                                      |                |
| 1995   | クライング・フリーマン Crying Freeman                            |                |
| 1996   | 連鎖犯罪/逃げられない女 Freeway                                  | 共同製作       |
| 1996   | ピノキオ The Adventures of Pinocchio                             | 共同製作       |
| 1997   | Rhinoceros Hunting in Budapest                                   |                |
| 1997   | ニルヴァーナ Nirvana                                             | 共同製作       |
| 1999   | ヴァン・ダム IN コヨーテ Inferno                                 | クレジットなし |
| 2001   | ジェヴォーダンの獣 Le pacte des loup                             |                |
| 2001   | Laguna                                                           |                |
| 2002   | バイオハザード Resident Evil                                     |                |
| 2002   | スパイダー/少年は蜘蛛にキスをする Spider                         |                |
| 2002   | 略奪者 Sueurs                                                    |                |
| 2002   | Break of Dawn                                                    |                |
| 2003   | Gift from Above                                                  |                |
| 2004   | Turn Left at the End of the World                                |                |
| 2004   | ジム・ヘンソンの不思議の国の物語 Five Children and It            |                |
| 2004   | Battle of the Brave                                              |                |
| 2004   | サン・ルイ・レイの橋 The Bridge of San Luis Rey                  |                |
| 2005   | The Aura                                                         |                |
| 2005   | ドミノ Domino                                                    |                |
| 2005   | 名犬ラッシー Lassie                                              | 共同製作       |
| 2006   | サイレントヒル Silent Hill                                       |                |
| 2006   | モスクワ・ゼロ Moscow Zero                                       | 共同製作       |
| 2007   | 88ミニッツ 88 Minutes                                            | 共同製作       |
| 2007   | バイオハザードIII Resident Evil: Extinction                      |                |
| 2008   | ムーンプリンセス 秘密の館とまぼろしの白馬 The Secret of Moonacre |                |
| 2009   | Dr.パルナサスの鏡 The Imaginarium of Doctor Parnassus            |                |
| 2009   | ソロモン・ケーン Solomon Kane                                    |                |
| 2010   | バイオハザードIV アフターライフ Resident Evil: Afterlife         |                |
| 2012   | 10 jours en or                                                   |                |
| 2012   | バイオハザードV リトリビューション Resident Evil: Retribution    |                |
| 2012   | サイレントヒル: リベレーション3D Silent Hill: Revelation 3D      |                |
| 2014   | エクスペンダブルズ3 ワールドミッション The Expendables 3         | 共同製作       |
| 2015   | アンナとアントワーヌ 愛の前奏曲 Un + une                         |                |
| 2016   | 少女ファニーと運命の旅 Fanny's Journey                           |                |
| 2016   | バイオハザード: ザ・ファイナル Resident Evil: The Final Chapter  |                |
| 2017   | Chacun sa vie et son intime conviction                           | フランス       |
| 2017   | Loue-moi!                                                        | フランス       |
| 2018   | Love Addict                                                      | フランス       |
| 2018   | ベルヴィル・コップ Belleville Cop                                | フランス       |
| 2018   | La voix humaine                                                  | フランス       |
| 2019   | レッド・スネイク Sisters in Arms                                 | フランス       |
| 2019   | 男と女 人生最良の日々 The Best Years of a Life                   |                |
| 2019   | Lucky Day                                                        |                |

### 製作総指揮
| 公開年 | 邦題 原題                                                    | 備考                                  |
| ------ | ------------------------------------------------------------ | ------------------------------------- |
| 1995   | エキスパート The Expert                                      | 別題：ザ・リベンジ/地獄の処刑プリズン |
| 1998   | レジョネア 戦場の狼たち Legionnaire                          | 共同製作総指揮                        |
| 1999   | 第一の嘘 The Big Brass Ring                                  |                                       |
| 1999   | トリック・ベイビー Freeway II: Confessions of a Trickbaby    |                                       |
| 2000   | ブルー・イグアナの夜 Dancing at the Blue Iguana              |                                       |
| 2002   | ルールズ・オブ・アトラクション The Rules of Attraction       |                                       |
| 2004   | バイオハザードII アポカリプス Resident Evil: Apocalypse      |                                       |
| 2005   | グッドナイト&グッドラック Good Night, and Good Luck.         | 共同製作総指揮                        |
| 2006   | ブラック・ダリア The Black Dahlia                            | 共同製作総指揮                        |
| 2006   | パフューム ある人殺しの物語 Perfume: The Story of a Murderer |                                       |
| 2011   | ブリッツ Blitz                                               |                                       |
| 2011   | コナン・ザ・バーバリアン Conan the Barbarian                 |                                       |
| 2011   | 砂漠でサーモン・フィッシング Salmon Fishing in the Yemen     | 共同製作総指揮                        |
| 2013   | レイルウェイ 運命の旅路 The Railway Man                      | 共同製作総指揮                        |
| 2014   | シン・シティ 復讐の女神 Sin City: A Dame to Kill For         |                                       |
| 2015   | The Scent of Mandarin                                        |                                       |
| 2016   | クリミナル 2人の記憶を持つ男 Criminal                        | 共同製作総指揮                        |
| 2016   | メカニック:ワールドミッション Mechanic: Resurrection         | 共同製作総指揮                        |
| 2017   | ヒットマンズ・ボディガード The Hitman's Bodyguard            |                                       |
| 2017   | パピヨン Papillon                                            |                                       |
| 2018   | ハンターキラー 潜航せよ Hunter Killer                        | 共同製作総指揮                        |
| 2019   | ランボー ラスト・ブラッド Rambo: Last Blood                  | 共同製作総指揮                        |